# Kritische relatieve vochtigheid
De kritische relatieve vochtigheid (Engels: Critical Relative Humidity of CRH) van een zout wordt gedefinieerd als de relatieve vochtigheid van de omringende atmosfeer (bij een zekere temperatuur) waarbij een materiaal vocht begint te absorberen uit de atmosfeer en waaronder dit materiaal NIET atmosferisch vocht zal absorberen.
Een zoutmonster zal vocht opnemen totdat al het zout is opgelost en een verzadigde oplossing is verkregen, als de relatieve luchtvochtigheid van de atmosfeer gelijk is aan (of groter dan) de kritische relatieve vochtigheid van een zoutmonster. 
Alle wateroplosbare zouten en mengsels van zouten hebben een karakteristieke kritische relatieve vochtigheid; het is een unieke eigenschap voor ieder materiaal.
De kritische relatieve vochtigheid van de meeste zouten neemt af naarmate de temperatuur stijgt. De kritische relatieve vochtigheid van ammoniumnitraat neemt bijvoorbeeld 22 percentage punten af bij een stijging in temperatuur van 0°C tot 40°C (32°F tot 104°F).
De kritische relatieve vochtigheid van enige stoffen bij 30°C wordt weergegeven in onderstaande tabel:
| Zout                     | Kritische relatieve vochtigheid (%) |
| ------------------------ | ----------------------------------- |
| Calciumnitraat           | 46,7                                |
| Ammoniumnitraat          | 59,4                                |
| Natriumnitraat           | 72,4                                |
| Ureum                    | 72,5                                |
| Ammoniumchloride         | 77,2                                |
| Ammoniumsulfaat          | 79,2                                |
| Ammoniumwaterstoffosfaat | 82,5                                |
| Kaliumchloride           | 84,0                                |
| Kaliumnitraat            | 90,5                                |
| Monoammoniumfosfaat      | 91,6                                |
| Monocalciumfosfaat       | 93,6                                |
| Kaliumsulfaat            | 96,3                                |

Mengsels van zouten hebben gewoonlijk een lagere kritische relatieve vochtigheid dan elk van de componenten afzonderlijk. Onderstaande tabel geeft data voor enkele mengsels van 2 stoffen:
| ---             | Ammoniumnitraat | Ureum | Ammoniumsulfaat | Kaliumchloride |
| --------------- | --------------- | ----- | --------------- | -------------- |
| Ammoniumnitraat | ---             | 18,1  | 62,3            | 67,9           |
| Ureum           | 18,1            | ---   | 56,4            | 60,3           |
| Ammoniumsulfaat | 62,3            | 56,4  | ---             | 71,3           |
| Kaliumchloride  | 67,9            | 60,3  | 71,3            | ---            |

In dit voorbeeld is het effect het meest dramatisch in een (kunstmest)mengsel van ammoniumnitraat met ureum. Dit mengsel heeft een extreem lage kritische relatieve vochtigheid en kan daarom alleen worden gebruikt in vloeibare kunstmesttypes (zogenaamde UAN-oplossingen).